# وزارة الطرق والتنمية الحضرية (إيران)
وزارة الطرق والتنمية الحضرية (بالفارسية: وزارت راه و شهرسازی)  هي هيئة حكومية إيرانية مسؤولة عن توفير وتنظيم البنية التحتية للنقل في البلاد (بما في ذلك الطرق والسكك الحديدية وممرات الشحن والطرق الهوائية)، بالإضافة إلى وضع سياسات لقطاع الإسكان وقطاع البناء. تم تشكيل هذه الوزارة في 27 يونيو 2011، عندما تم دمج وزارتي الإسكان والتنمية الحضرية ووزارة الطرق والنقل.
تعمل الشركات والمنظمات، مثل الخطوط الجوية الإيرانية، السكك الحديدية الإيرانية،  ومنظمة الموانئ البحرية الإيرانية تحت إشراف وزارة الطرق والتنمية الحضرية.
تتبع الوزارة مجموعة من الأهداف والمهمات في قطاعات النقل والتنمية الحضرية والإسكان. وتشمل هذه على سبيل المثال لا الحصر: صياغة وتنفيذ السياسات في هذه القطاعات، وتوفير وصيانة البنية التحتية، وخلق خطط وطنية للتنمية الحضرية وتعزيز التجديد الحضري، وتنسيق الجهود في القطاعات المذكورة مع القطاع الخاص، وكذلك الشؤون الإدارية على المستوى الوطني.

## الإدارات داخل الوزارة
- الإسكان والبناء
- إدارة وتنمية الموارد البشرية
- الشؤون القانونية والبرلمانية والمحافظات
- التخطيط وإدارة الموارد
- المواصلات
- التخطيط العمراني والعمارة

## الشركات والمؤسسات التابعة للوزارة
- الموانئ والمنظمة البحرية
- شركة سكك حديد إيران
- منظمة الطيران المدني
- الخطوط الجوية لجمهورية إيران الإسلامية (إيران للطيران)
- شركة المطارات والملاحة الجوية الإيرانية
- الهيئة التنفيذية للمباني العامة والحكومية والبنية التحتية
- الشركة القابضة لتنمية المدن الجديدة الإيرانية
- مركز أبحاث الطرق والإسكان والتخطيط العمراني
- منظمة صيانة الطرق والنقل الإيرانية
- منظمة الأرصاد الجوية الإيرانية
- شركة المختبر الفني وميكانيكا التربة
- شركة إنشاء وتطوير البنية التحتية للنقل
- مؤسسة الإسكان الإيرانية
- الهيئة الوطنية للأراضي والإسكان
- الشركة القابضة للتجديد الحضري الإيرانية

## وزراء الطرق والتنمية العمرانية

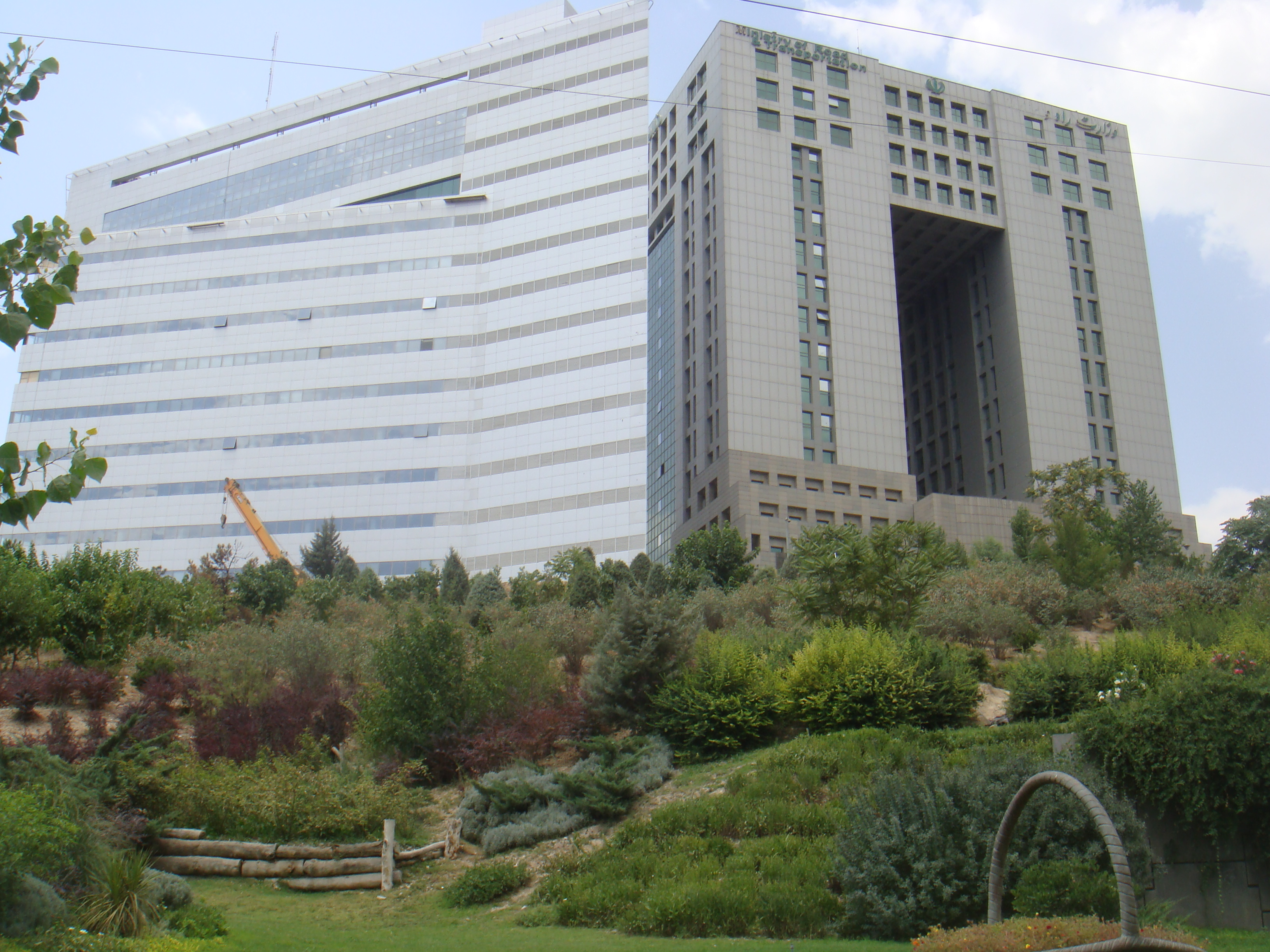
وزارة الطرق والنقل بناء في طهران

- محمد إسلامي (27 أكتوبر 2018 - الحالي)
- عباس أحمد أخوندي (15 أغسطس 2013-20 أكتوبر 2018)
- علي نيكزاد (27 يونيو 2011 - 15 أغسطس 2013)

في يونيو 2011، تم دمج وزارة الإسكان والتنمية الحضرية ووزارة الطرق والنقل في ما كان يسمى آنذاك وزارة النقل والإسكان

## روابط خارجية
- الصفحة الرئيسية لوزارة الطرق والتنمية الحضرية
- صفحة الويب الخاصة بوزارة الإسكان والتنمية الحضرية
- وزارة الطرق والنقل السابقة باللغة الفارسية
- وزارة الطرق والمواصلات السابقة (الأرشيف)
- أخبار الوزارة السابقة (الأرشيف)